# 五莲山光明寺
光明寺，位于山东省日照市五莲县五莲山，是一座佛教古建筑。2006年12月7日，被授予山东省文物保护单位。五莲山是国家四级风景名胜区。